# Sciuscià
Sciuscià (bra: Vítimas da Tormenta) é um filme italiano de 1946, do gênero drama, dirigido por Vittorio De Sica  e estrelado por Franco Interlenghi e Rinaldo Smordoni.
Sciuscià se tornou o primeiro filme a ganhar o Oscar de Melhor Filme Internacional na 20ª edição do Oscar, em 1947.

## Notas sobre a produção

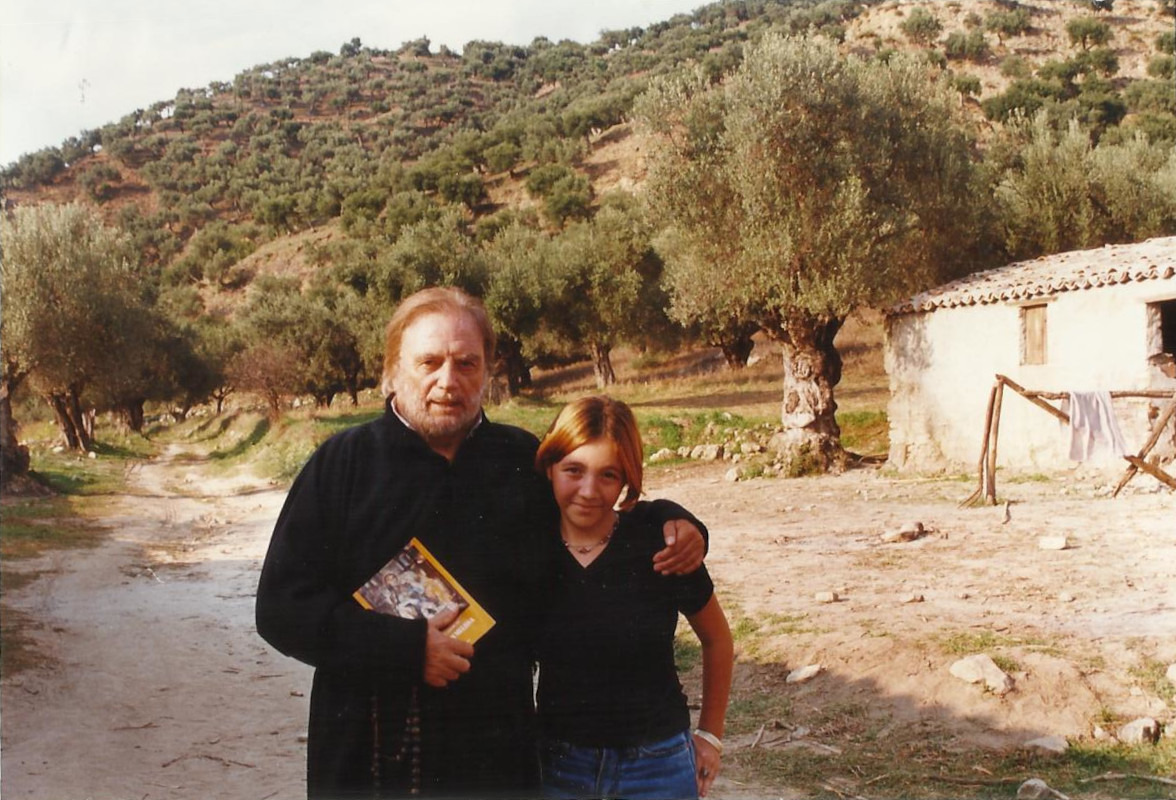
Do elenco amador de Sciuscià, Franco Interlenghi foi o único a ter uma carreira consistente no cinema. Aqui, ele aparece com a cenógrafa Sara Amoruso durante uma pausa nas filmagens de Il Conte di Melissa (2000). Faleceu em 10 de setembro de 2015.